# لیتل سیزرز آرنا
لیتل سیزرز آرنا (انگلیسی: Little Caesars Arena) یک سالن ورزشی سرپوشیده در دیترویت، ایالات متحده آمریکا است.
این سالن که در سال ۲۰۱۷ تأسیس شده برای مسابقات بسکتبال، هاکی روی یخ و کنسرت‌های موسیقی مورد استفاده قرار می‌گیرد.

## نگارخانه

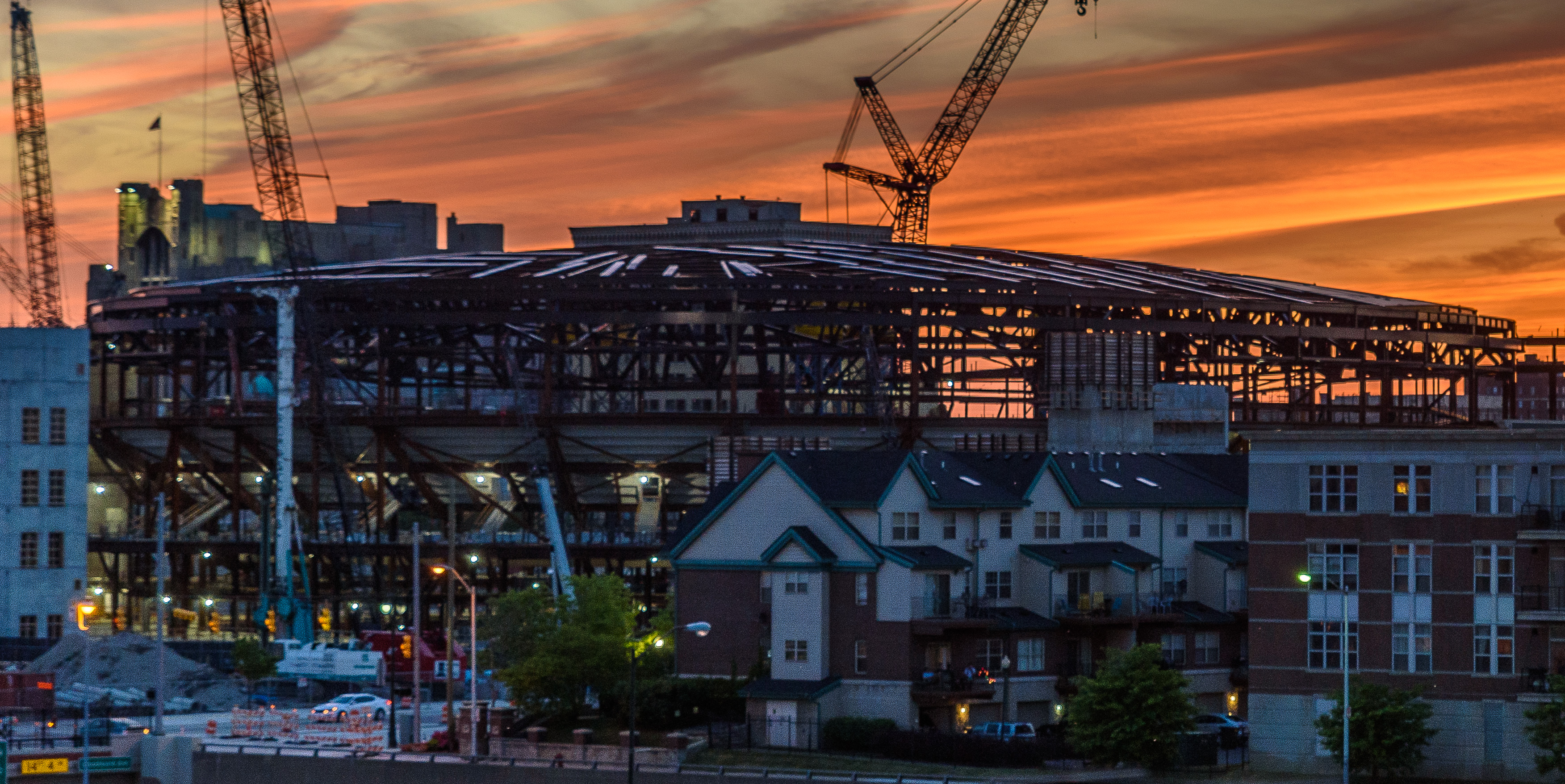
در حال ساخت، ۲۰۱۶
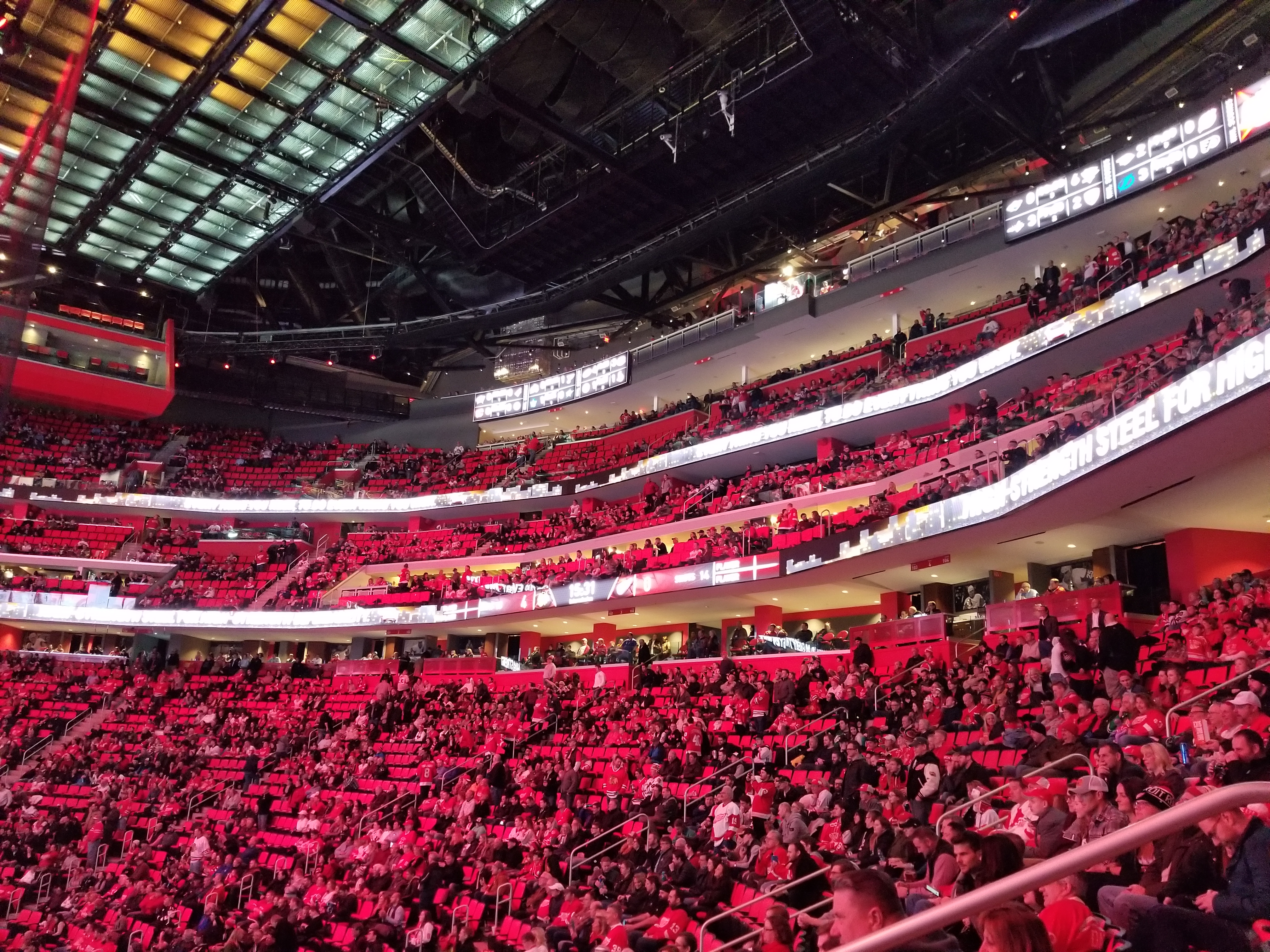
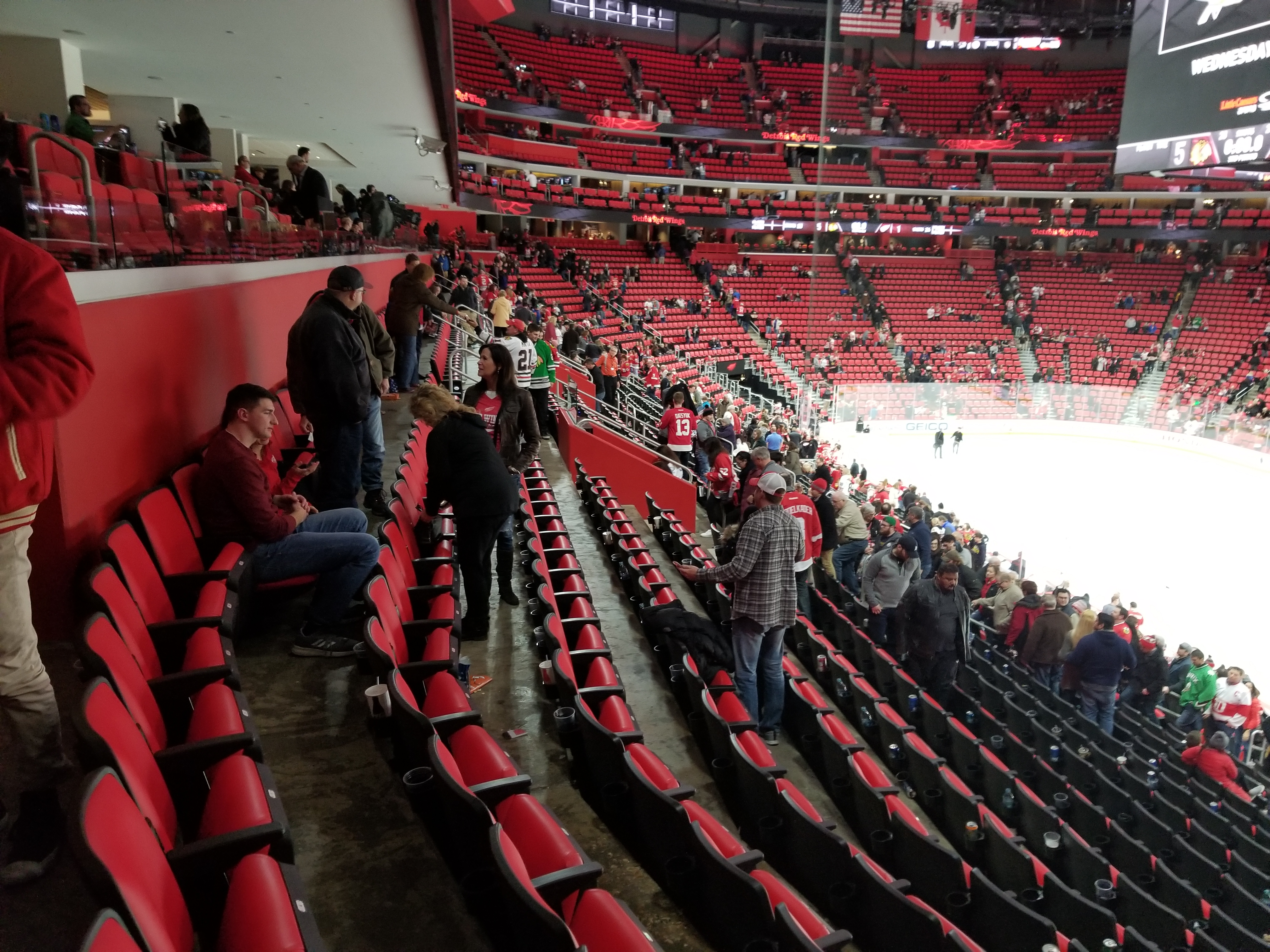
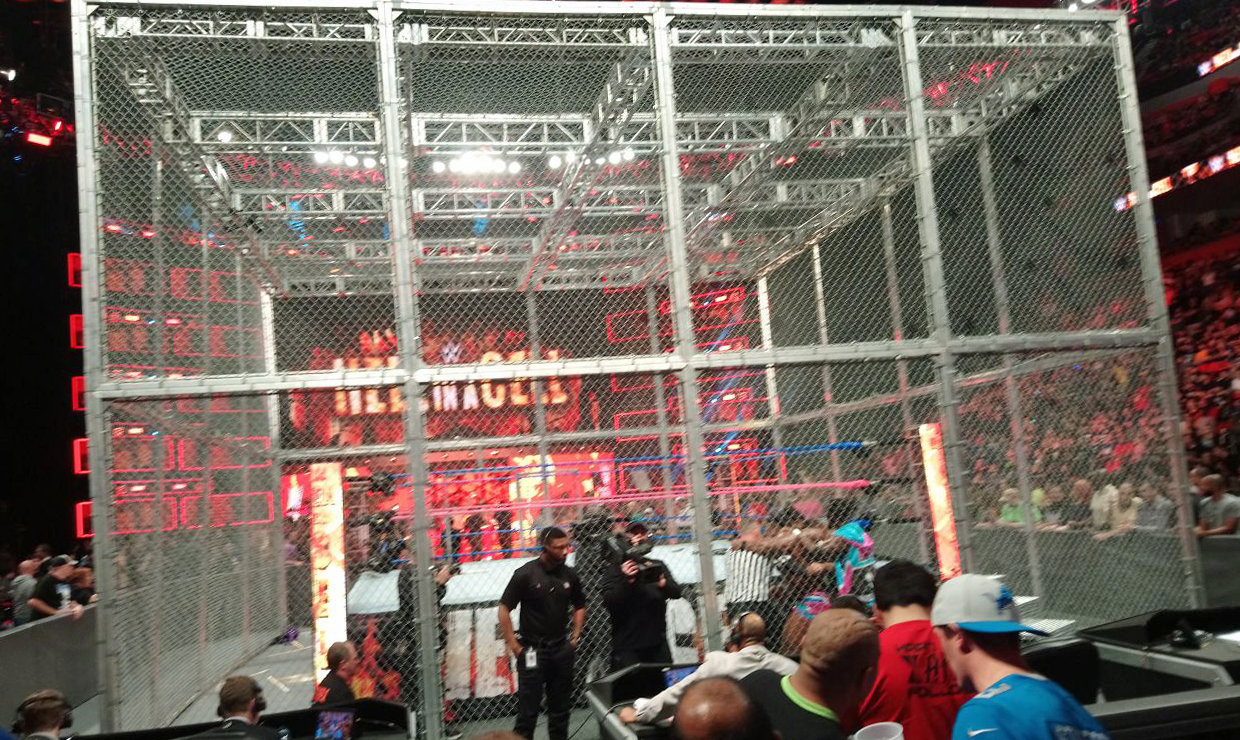